# Angelo State University

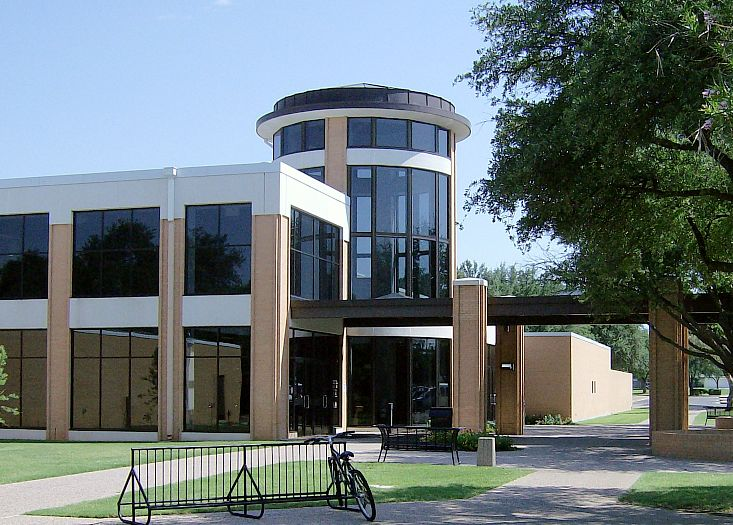
Das Houston-Harte-Center an der ASU

Die Angelo State University (ASU) ist eine Universität mit Sitz in San Angelo, Texas (USA). Sie ist ein Mitglied des Texas Tech University System und der "Lone Star Conference". Als Abschlüsse bietet die Angelo State University ca. 100 mögliche Bachelor-Studiengänge sowie 21 Master-Studiengänge an.

## Geschichte
Die Angelo State University wurde 1928 gegründet. 1947 wurde das erste Gebäude auf dem heutigen Campus errichtet. Im Mai 1967 wurden die ersten Bachelor-Abschlüsse an der Universität vergeben. Im Mai 1969 wurde das Angelo State College in Angelo State University umbenannt. Nach dem Tod des Universitäts-Präsidenten Vincent wurde Michael P. Ryan am 9. August 1994 zum Interim-Präsidenten gewählt, bevor am 25. Januar 1995 der aktuell regierende Präsident  E James Hindman der dritte Präsident der Angelo State University wurde.

## Campus
Der Campus (1,1 km²) hat sich seit 1965 aufgrund eines umfassenden Bauplanes erheblich vergrößert und verfügt heute über Bauwerke im Wert von ca. 271 Millionen US-Dollar.
Der Bau der Porter Henderson Bibliothek fand im Jahr 1967 statt, das Raymond M. Cavness Science Building sowie die Concho-Hochhäuser wurden 1968 fertiggestellt, die große Sporthalle 1972. Die 5.600 Quadratmeter große Rassmann Building, in dem sich die Fakultät Wirtschaftswissenschaften befindet, wurde im Sommer 1983 errichtet.
Das 8.000 Quadratmeter große Mathematics-Computer Science Building, in dem sich die Fakultät Mathematik und Informatik sowie das große Rechenzentrum der Universität befinden, wurde 1996 gebaut. Erst kürzlich wurde der studentische Wohnkomplex Texan Hall fertiggestellt, ein neues Studentenwohnheim ist auf der Westseite des Campus geplant.

## Sport
Die Angelo State University hat Mannschaften in den Sportarten American Football, Basketball, Baseball, Softball und Volleyball.
Die Farben der Universität sind Gelb und Blau. Die Footballmannschaft sowie auch alle anderen Männerteams tragen den Namen Rams (Widder), die Damenmannschaften den Namen Rambelles (weiblicher Widder).

## Uni-Lieder
„Fight Song“

You’ve got to do your best to

Stand the test for old ASU

Hang your name in the halls of fame

for all the world to view

Rah! Rah! Rah!

Raise your banners high in the sky;

Praise your brave ones as they go by,

Hail, alma mater, hail,

blue and gold of ASU.

„Alma Mater“

In time to come when we shall speak of

Angelo State University,

Then let us raise our voices in praise of the truth we

seek to set us free.

In time to come when our ideals

shall become reality,

Then let us praise thee, alma mater,

Angelo State University